# Městská knihovna Stuttgart
Městská knihovna Stuttgart je veřejná knihovna ve Stuttgartu. Nachází se na Mailänder Platz.

## Soutěž
Soutěže na novou knihovnu vypsané městem se zúčastnilo 235 architektů a ateliérů. V roce 1999 ji vyhrálo studio Yi Architects, jehož vlastníkem je univerzitní profesor na univerzitě Hanyang v Jižní Koreji Eun Young Yi. Projektovat knihovnu se začalo v roce 2003, stavební povolení bylo uděleno v září 2008, základní kámen byl položen v červnu 2009 a knihovna byla slavnostně otevřena 24. října 2011. Stavba stála 80 milionů Eur a trvala 3 roky.[zdroj?]

## Na zelené louce
Projekt nové knihovny situované na Milánském náměstí (Mailänder Platz) je zamýšlen jako součást nového urbanistického plánu pro Evropskou čtvrť ve Stuttgartu. Nedaleko od knihovny je stanice metra, která se jmenuje stejně jako knihovna - Stadtbibliothek.
Bokorys budovy
- Do 1. až 4. patra vestavěné „srdce“
- 5. až 9. patro je otevřené směrem ke střeše
- Terasa s výhledem

Nová devíti podlažní knihovna záměrně převyšuje okolní maximálně sedmi podlažní okolní zástavbu. Knihovna vyrůstá nad své okolí jako velká krystalická krychle ze zatravněné podnože.
Rozměry a umístění stejně jako vytržení z městského kontextu jsou symbolem významu knihovny jako nového intelektuálního a kulturního centra. Nyní se knihovna zdá být odtržená, ale tento stav je jen dočasný. Knihovna iniciuje rozvoj území až budou dokončeny okolní stavby, získá tak knihovna svůj centrální charakter.  
Návrh budovy ovlivnila konstrukce a organizace starověkého Pantheonu, který podporuje meditaci i sociální interakci ve středu „vnitřní svatyně“. Starověký kruhový chrám byl také vyšší než všechny okolní budovy v Římě.
Autor návrhu posunul ideu Pantheonu v nové knihovně dál, inspirací Panthenonem vytvořil – „lékárnu mysli“, „posvátnou knihovnu“, proto vnitřek knihovny „srdce“ neobsahuje žádné knihy. Reprezentuje jím prostorový a meditativní středobod celé budovy. Nad tímto komunitním centrem se přes čtyři podlaží převýšeným prostorem rozkládá pět ustupujících podlaží čítáren, které jsou dále obklopeny rozličnými studovnami.

## Služby knihovny
Otevírací doba knihovny je od pondělí do soboty od 9 hod. do 21 hod. I v neděli je možnost přístupu do malé uzavřené knihovny s menším knihovním fondem na čtenářskou kartu. Vstup pro čtenáře je do 18 let zdarma.
Jednotlivá patra knihovny jsou rozdělena tematicky, avšak v každém patře je koutek i pro děti. Hlavní čítárna je impozantní, jejíž objem je až pětipodlažní. Za stěnou hlavní čítárny jsou oku skryté zóny (soukromé čítárny, pokojíčky, kabinety a studovny).
Knihovna je vybavena nejmodernějším technologickým zařízením, RDIF systémem, unikátním třídícím systémem, samoobslužnými pulty, interaktivními informačními tabulemi s velkými obrazovkami. Mimo jiné knihovna nabízí půjčování laptopů. Městská knihovna spravuje 17 poboček.  

## Interiér
Bílá barva a minimalistický design, který vytváří neutrální prostředí, proto k barvám a k životu přichází budova až prostřednictvím knih a návštěvníky. Přestože je knihovna prostorná, je prostředí ve výsledku intimní. Světlo v budově je teplé bez přímého osvětlení.
„Srdce" budovy požívá stejný architektonický jazyk jako fasáda a má řadu malých vnitřních oken na všech čtyřech stěnách vícepatrového prostoru. Centrální světlík je vizuálním centrem bílého prostoru. Hala hlavní čítárny je umístěna nad srdcem a má trychtýřovitý tvar s pěti ustupujícími úrovněmi. Galerie je přístupná po řadě schodišť, které jsou rozmístěny tak, aby mohli čtenáři "obíhat" kolem knih.
Čistý geometrický objem (v tomto případě krychle) definuje exteriér knihovny spolu s řadou pravidelných okenních otvorů a celá fasáda působí jako zamřížovaná díky matným skleněným cihlám. Zóny po obvodu budovy jsou tak osvětleny přirozeným světlem a zároveň ochráněny před přímým slunečním světlem.

## Exteriér
Čtvercová stavba je přístupná ze všech čtyř stran. Nahoře téměř u střechy u každého roku je ve 4 jazycích nápis knihovna (severní část - německy, západní část - anglicky, východní část - korejsky, jižní část - arabsky). Krychlová budova je vysoká 40 metrů a nabízí svým uživatelům 20 000 metrů{\displaystyle {}^{2}} plochy.
Fasáda: 9 x 9 panelů skleněných cihel v rámu světlešedého pohledového betonu.
Plášť budovy – dvojitá fasáda, vnější část dvojité fasády, za níž je úzký ochoz kolem celé budovy, svítí v noci modrým světlem.
Večerní modré světlo skládající se ze 600 světel (speciální svítidlo, které neoslňuje) je řízené přes osvětlovací rozhraní DALI. Značka Trilux lights.